# Онси
Онси (фр. Ancy) насеље је и општина у источној Француској у региону Рона-Алпи, у департману Рона која припада префектури Вилфранш сир Саон.
По подацима из 2011. године у општини је живело 589 становника, а густина насељености је износила 49,75 становника/km². Општина се простире на површини од 11,84 km². Налази се на средњој надморској висини од 460 метара (максималној 852 m, а минималној 394 m).

## Демографија
| 1962. | 1968. | 1975. | 1982. | 1990. | 1999. | 2011. |
| ----- | ----- | ----- | ----- | ----- | ----- | ----- |
| 368   | 406   | 355   | 371   | 448   | 475   | 589   |

График промене броја становника у току последњих година